# رسم الامتياز
لرسوم امتياز تلفزيون الكابل في الولايات المتحدة، انظر رسوم امتياز تلفزيون الكابل
رسم الامتياز هو رسم يدفعه الشخص لاستخدام امتياز لشركة أكبر وللتمتع  بالأرباح الناتجة عنه.

## النطاق
من خلال الانضمام إلى الامتياز يمكن للمستثمر أو الجهة الممنوحة حق الامتياز إدارة الأعمال التجارية تحت مظلة الامتياز.
ويجب على ممنوح حق الامتياز دفع رسوم الامتياز، والتي قد تصبح مكلفة. وقد تصل كلفة تلك الرسوم في الولايات المتحدة إلى آلاف الدولارات. في المقابل يمكن لممنوح حق الامتياز الاستمتاع باستخدام نظام مانح الامتياز واسمه لفترة محدودة فضلاً عن تقديم المساعدة. مثل هذه المساعدة تشمل المساعدة المكانية للمنافذ. كما يمكن أن يقدم مانح الامتياز تدريبًا أوليًا ودليل تشغيل. وقد يقدم مانح الامتياز بعد ذلك نصائح لممنوح حق الامتياز تتعلق بالإدارة أو التسويق أو الموظفين.

## وصلات خارجية
- Federal Trade Commission resources
- "Turn your business into a franchise: Franchise fees and royalties". Business Link. UK Government. مؤرشف من الأصل في 2020-03-27. اطلع عليه بتاريخ 2010-09-17.